# سیارک ۳۴۴۲
سیارک ۳۴۴۲ (به انگلیسی: 3442 Yashin، نامگذاری:1978TO7) سه هزار و چهارصد و چهل و دومین سیارک کشف شده‌است که در ۲ اکتبر ۱۹۷۸ کشف شد.
قدر مطلق سیارک برابر ۱۱٫۴۰ است.